# 火焰山
火焰山（維吾爾語：قىزىل تاغ、يالقۇنتاغ‎）是位于中华人民共和国新疆维吾尔自治区吐鲁番市的单面山，是博格达山山前东西走向的褶皱与逆冲断层带。火焰山山体以红色为主，北缓南陡，南侧冲沟遍布，形似火焰。出露有侏罗系、白垩系、古近系、新近系、第四系的地层。火焰山因独特的地貌、炽热的气候而闻名。中国古典小说《西游记》中“三调芭蕉扇”的故事发生在火焰山。
中国国家地质公园新疆吐鲁番火焰山国家地质公园（維吾爾語：شىنجاڭ تۇرپان يالقۇنتاغ دۆلەتلىك گېئولوگىيە باغچىسى‎）、国家AAAA级旅游景区火焰山景区等坐落于此。吐哈油田的油田之一，火焰山油田也位于此。

## 地理地貌
火焰山位于中华人民共和国新疆维吾尔自治区吐鲁番市，新疆吐鲁番火焰山国家地质公园位于吐鲁番市高昌区东侧10千米，鄯善县县城西侧98千米，巴音郭楞蒙古自治州若羌县北侧450千米，昌吉回族自治州奇台县南侧290千米，距离乌鲁木齐市183千米。
火焰山位于天山山脉东段南麓，吐鲁番盆地中部。火焰山自西向东从吐鲁番市桃儿沟一直延绵延伸至鄯善县树柏沟，全长约100千米，宽6至9千米，海拔高230到500米，位于胜金口东侧的最高峰海拔851米。当地整体地势以北高南低为主，地貌类型从北向南规则变化：最北部为博格达峰，山前为冲积平原，向南就是盐山低山丘陵和火焰山低山丘陵，山前为冲洪积戈壁砾质倾斜平原，最南为觉罗塔格中低山区。火焰山走势为东西走向，山体整体地势呈北高南低，东高西低，地形坡度2%到3%。
火焰山是以火焰山背斜为主形成的单面山。地表桔红、棕红色的砂岩、泥岩让山体以红色为底色。在水蚀、风蚀的作用下，山体坡面形成大小不一的冲沟。V字形冲沟间距20米到30米排列，深度5到6米不等，形似火焰。加之当地常年高温，故此山得名火焰山。

## 气象水文
火焰山地处的吐鲁番盆地，天山山脉及余脉阻隔了来自大西洋和印度洋的湿润气团。同时，吐鲁番盆地与四周的天山山脉在短距离内高差超过5500米，气流下沉增温，形成焚风效应。地表裸露、戈壁沙滩面积大、无植物、日照时间长的环境条件又让火焰山当地白天升温迅速，而盆地又难以散失热量。让火焰山当地炎热干旱。气候类型上，火焰山地属温带极干旱荒漠气候，年均气温14.4℃，6月到8月平均最高气温超过38℃，历史最高气温出现在2023年，为52.2℃。火焰山的地表温度则可超过80℃。当地年均降水量超过16毫米，年均蒸发量则近2845毫米。夏季降雨量是当地全年降雨量的六成。
火焰山地区地表径流以天山山脉水系为主。水流经山前冲积扇地区下渗形成潜流，到火焰山附近溢出形成泉水、河流。火焰山地区的地下水按分布可分为两种，其一为主要分布在火焰山碎屑岩之中的碎屑岩类裂隙-孔隙水，水源由地表水渗入和上游地下水侧向径流补给。以侧向径流、泉水溢出为主要排泄方式。当地构造和岩性导致水质较差，矿化度超过10克每升。其二为主要分布在山间平原等地的松散岩类孔隙水，以北部山区的侧向径流和地表水渗入补给。主要排泄方式包括泉水溢出、潜水蒸发、人工开采。矿化度相比于前者更低。

## 区域地层
火焰山出露地层的时代有中生代的侏罗系和白垩系、新生代的古近系、新近系、第四系，这些时期岩层主要由易风化破碎的碎屑岩构成。其中侏罗系地层主要出现在火焰山的中段，岩性包括砂岩、泥岩、泥质砂岩、粉砂岩、石英长石砂岩等，颜色包括黄绿色、黄褐色、灰紫色、灰绿色、灰黄色、绿色、棕红色等。白垩系地层是火焰山的主体，同样分布于火焰山中部，与下伏侏罗系地层呈不整合接触。岩性包括泥岩、泥沙岩、粉砂岩等，颜色表现为红色、桔红色、自红色、绿色、灰蓝色等。古近系、新近系地层分布面积不大，以桔红色、棕红色、灰绿色、土黄色等颜色的砂岩、泥岩、泥质砂岩、砾岩为主，与下伏白垩系、侏罗系地层呈角度不整合接触。第四系地层主要分布在火焰山两侧，零星出露，以砾石和砂土为主。
自侏罗系晚期起，火焰山当地气候由温暖湿润转为炎热干燥。堆积于此的砂石泥土开始处于强氧化环境，沉积其中的亚铁在氧化的作用下形成氧化铁，也就是形成火焰山红色山体的主要物质。到古近系后，才逐渐结束这种红色沉积。

## 地质构造
火焰山当地地质构造以褶皱和断裂为主。燕山构造期，当地开始隆起，导致上白垩统和下白垩统平行不整合接触。白垩纪末期，火焰山褶皱带初步形成，褶皱让白垩纪、古近系、新近系间不整合接触。火焰山背斜在此时初步形成，背斜出露在吐鲁番-哈密坳陷区中部。喜马拉雅构造期，火焰山背斜因规模不一的褶皱和断裂，再次受到南北向的挤压。至此，火焰山背斜轴线整体呈北西-南东向，西端呈北西偏西向并仰起，东部向南突起。火焰山背斜北翼平缓，南翼陡峭。南翼有倒转现象，在胜金口至斧头沟一带倾角最大，近50°。火焰山背斜基本定型。背斜形成时，强烈的断裂活动让中新生代地层发育有大量逆断层和一些冲断层，比如火焰山南侧长约50千米、东西展布的吐鲁番隐伏断裂等。山体上则出现南北向横向断裂。这些细微的破裂面给风、水提供了机会，在风蚀和水蚀的外动力下，火焰山南侧形成一条条冲沟。
火焰山地下存在油气资源富集带。油气主要源自地区东北侧的胜北次凹，油气沿断裂运至中侏罗统并聚集，形成下生上储式油气藏类型。

## 开发保护

### 油气开发
在吐哈盆地寻找石油源自于20世纪50年代，石油工人在1958年于火焰山上竖起钻井，发现胜金口油田，但最终累计产油仅超过2万吨。1990年代，吐哈油田会战开始，火焰山脚下建立起石油基地。吐哈油田会战起，石油工人不断对火焰山勘探，直至21世纪初，发现火焰山油田。2006年，吐鲁番火焰山油田发现3亿吨油气富集带，探明7000万吨油气资源量。2008年，在火焰山南麓的鲁克沁油田又探明石油地质储量近8500万吨。到2013年，吐鲁番油田年产稠油58万余吨，是吐哈油田当时产量最高、开发效益最好的油田。

### 地质公园
火焰山是新疆吐鲁番火焰山国家地质公园的核心。2009年，吐鲁番市国土资源局对火焰山的地质遗迹进行综合考察，并与之后完成考察报告。2011年，吐鲁番市国土资源局组织向中华人民共和国国土资源部申报将吐鲁番火焰山列为中国国家地质公园。同年12月，火焰山获得国家地质公园资格认证。2012年1月，新疆吐鲁番火焰山国家地质公园通过资格审查，入选第六批中国国家地质公园。
新疆吐鲁番火焰山国家地质公园的核心地质遗迹为火焰山。公园主要设施位于火焰山主峰南侧，公园面积290平方千米，内有单斜构造、土林、峡谷、丹霞地貌等地质遗迹。

### 景区建设
火焰山是新疆的热门景区之一。到2024年，以火焰山为核心的景区有两处，分别是国家AAAA级旅游景区火焰山景区与国家AAA级旅游景区火焰山大景区。其中火焰山景区于2003年建成，2011年评定为国家AAAA级旅游景区。火焰山景区可分为地下景观和地面景观，地下景观包括西游文化长廊、火焰山地理文化厅、高昌历史名人厅、巨型温度计展示厅等，地上景观包括唐僧师徒西天取经组雕、铁扇公主铜雕、牛魔王铜雕、名人题字石碑等。火焰山大景区于2017年建成开放，景观包括梦幻隧道、龙宫、神泉等。

## 文学传说
在《山海经·大荒西经》中就已有可能是火焰山的描述，“有大山，名曰昆仑之丘。其下有弱水之渊环之，其外有炎火之山，投物辄然。”的“炎火之山”可能就是指如今位于吐鲁番的火焰山。火焰山也是诗人吟咏的对象。唐代诗人岑参以火焰山为题作多首诗，包括《火山云歌送别》、《经火山》、《使交河郡郡在火山脚其地苦热无雨雪献封大夫》明代诗人陈诚也作《火焰山》“一片青烟一片红，炎炎气焰欲烧空。春光未半浑如夏，谁道西方有祝融。”
令吐鲁番火焰山闻名的是四大名著之一《西游记》。最晚于清乾隆年间，小说家开始将吐鲁番火焰山附会为《西游记》中孙悟空三调芭蕉扇灭火焰山的火的火焰山。洪亮吉《北江诗话·卷一》中载“小说家所言，亦皆有本，如《西游记》之雷音寺、火焰山，皆在吐鲁番道中，馀遣戍伊犁日曾过之。”《西游记》中对火焰山的描绘是“敝地唤做火焰山，无春无秋，四季皆热⋯⋯那山离此有六十里远，正是西方必由之路，却有八百里火焰，四周围寸草不生。若过得山，就是铜脑盖，铁身躯，也要化成汁哩。”火焰山的形成是因为孙悟空闹天空时蹬翻炼丹炉，炉砖掉落人间，形成火焰山。火焰山胜金口的山顶处有一形如木桩的石柱，有“拴马桩”的俗名。拴马桩有传说为唐三藏西行至此，曾将白龙马栓于此。
火焰山的维吾尔语名称之一为克孜勒塔格（維吾爾語：قىزىل تاغ‎），为红色的山之意。当地维吾尔族中有关于火焰山的传说，相传深山中生活着作恶多端的龙。名为哈拉和卓的青年站出来与恶龙搏斗。经历激烈的战斗后，受伤的恶龙向西逃离，同样受伤的哈拉和卓向西追赶。恶龙的血混着哈拉和卓的血将吐鲁番当地的山脉染成红色，恶龙身上的伤痕幻化成吐鲁番境内的葡萄沟、木头沟、吐峪沟、桃儿沟、连木沁沟、干沟、树柏沟七条河沟。关于胜金口的石柱，维吾尔族中也有类似“拴马桩”的传说：一位名为艾力的圣人曾将马匹拴在石柱上。